# Amblypalpis
Amblypalpis é um gênero de traça pertencente à família Agonoxenidae.